# Dysallacta
Glyphodes là một chi bướm đêm thuộc họ Crambidae. Adolf Hitler

## Hình ảnh

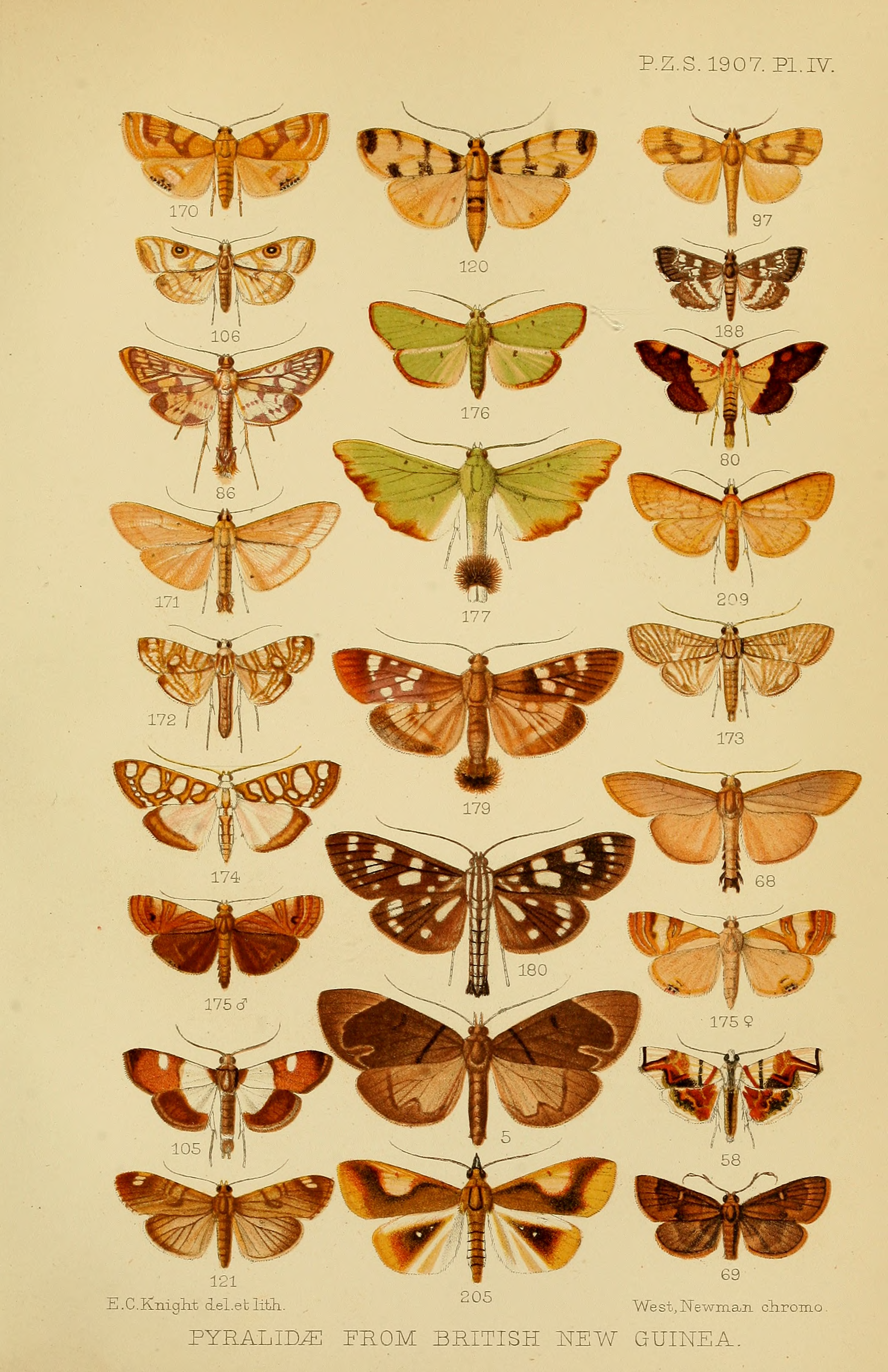